# QuickTime Player
QuickTime Player — медіа-програвач, який використовується за умовчанням у Mac OS X. Входить у стандартну поставку QuickTime для Macintosh та Windows. Можливості програми повністю базуються на можливостях QuickTime.
Плеєр надає базові можливості з перегляду відео та потокового відео. Підтримує плагіни (компоненти QuickTime).
QuickTime Player пропонується в стандартній (безплатній) та Pro версії, яка надає деякі особливі можливості з обробки відео та перекодування в різноманітні формати.